# CVR(W)
CVR(W)(영어: Combat Vehicle Reconnaissance (Wheeled))는 영국 육군에서 기획한 바퀴형 수색장갑차량으로, 현재는 아프리카 일부 국가에서 운용 중이다. FV701 페렛과 FV601 살라딘을 대체하기 위해 기획되었으며, 전투장갑차인 FV721 폭스와 폭스의 개량형으로 기획되었던 FV722 빅센이 있다. ROF 리즈에서 기획하였지만, 200대만 제작된 이후 높은 질량 중심과 열악한 운전 환경으로 영국 육군에서는 퇴역하였다.  폭스의 포탑에 FV107 시미터의 차체를 단 세이버 역시 성공을 거두지 못한 채 2004년 퇴역했다.

## 같이 보기
- CVR(T)- 궤도형 기갑전투차량 기획안으로, CVR(W)와 동시에 기획되었지만 훨씬 더 성공적이었다.
- FV430
- 세이버
- 영국 전차의 역사